# EWTN

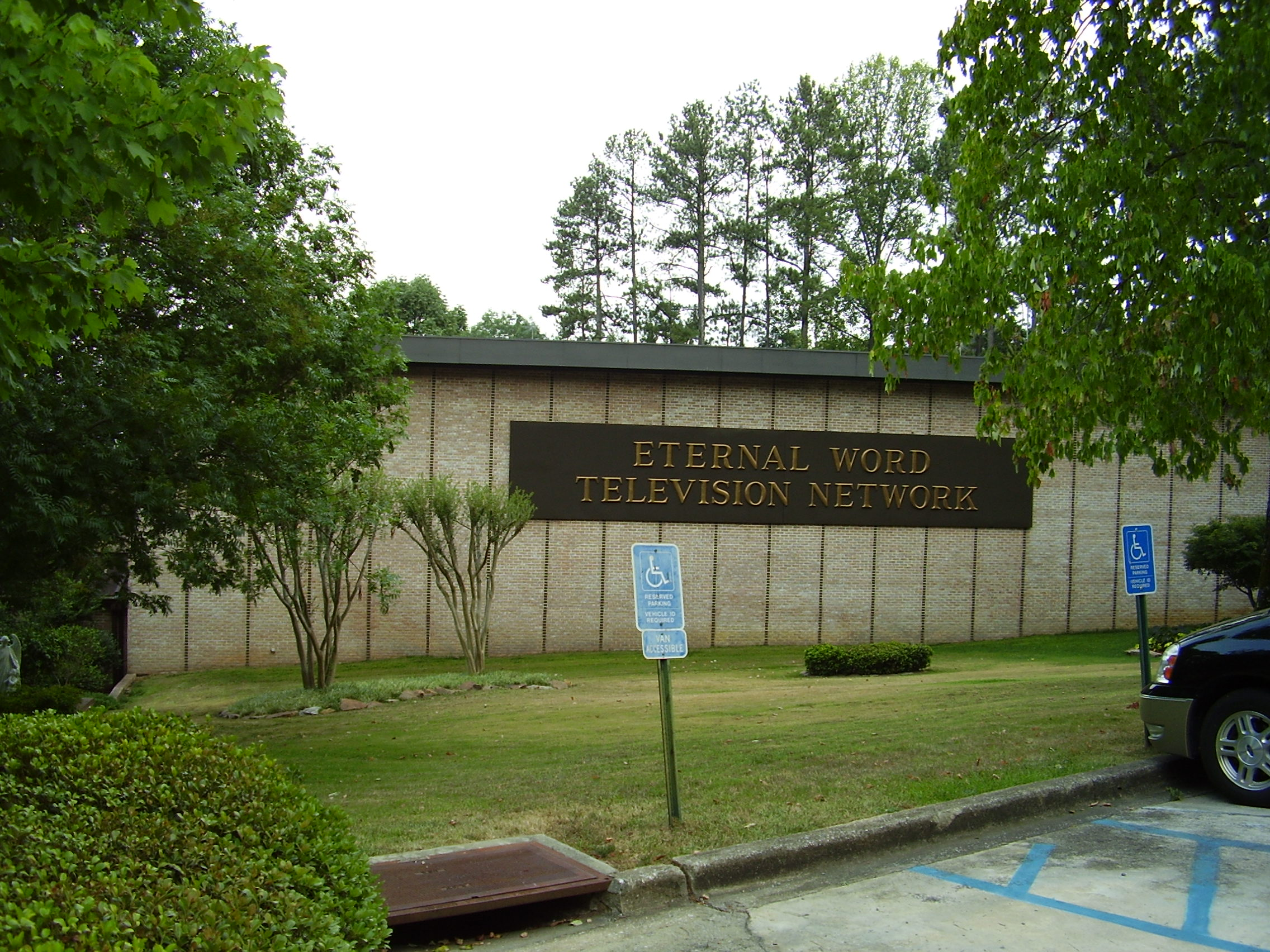
Штаб-квартира EWTN, заснована матір'ю Марією Анжелікою, знаходиться в Айрондейлі

І-Дабл-Ю-Ті-Ен (англ. The Eternal Word Television Network, EWTN) — американська католицька медіамережа, яка транслює та розповсюджує теле- і радіопрограми, видає друковані видання тощо. Вона була заснована в США Матір'ю Марією Анжелікою від Благовіщення, PCPA (справжнє ім’я – Рита Антуанетта Ріццо) у 1980 р. Телевізійне мовлення почалося 15 серпня 1981 р. з гаража Монастиря Богоматері Ангелів в Айрондейлі, штат Алабама. (Монастир теж був заснований Матір'ю Анжелікою в 1962 році) Нині телебачення EWTN доступне в понад 150 млн помешкань в 140 країнах світу.
Мережа не має власників чи акціонерів, лише засновників. Станом на 2018 рік президентом EWTN є Майкл Ворсоу (англ. Michael P. Warsaw). Більшість фінансів EWTN отримує від пожертв глядачів. EWTN є членом Всесвітньої католицької асоціації з комунікацій.

## Розвиток EWTN
У 1970-х Матір Анжеліка була викладачем і випускала освітні аудіо- та відеокасети, була частим гостем на місцевій WBMG станції (раніше WIAT), а також на Christian Broadcasting Network та Trinity Broadcasting Network. Після декількох інтерв'ю в Чикаго вона вирішила створити власну теле- і радіомережу: «Я увійшла і побачила, що це була просто маленька студія, і я пам'ятаю, як стояла у дверях і думала, що це не займе багато часу, щоб Блага Вість досягла людських сердець. Я просто стояла, і говорила до Господа: «Господи, я повинна створити цю студію».
Матір Анжеліка придбала ліцензію на супутникове телевізійне мовлення і EWTN розпочало мовити 15 серпня 1981 р. з чотирьох годин щоденного ефіру. Але вже у 1987 р. EWTN розпочала цілодобове телемовлення. Почалися ток-шоу «Матір Анжеліка Live» (2 рази на тиждень), недільна Меса та огляд старих католицьких програм, таких як програма архієпископа Фултона Дж. Шина «Мета, заради якої варто жити». Решту часу було заповнено програмами, підготовленими єпархіями по всій країні, і шоу з протестантських джерел, що за словами Матері Анжеліки були узгоджені з догмами Католицької Церкви. Крім цього транслювалися програми для дітей, такі як «Joy Junction» (Веселе перехрестя) і «Фабрика Sunshine» (Сонячне світло). Близько третини ефірного часу приділялося світським передачам, таким як «Білл Кросбі Шоу», кінофільмам та кулінарним і тематичним шоу.
Частка світського змісту в ефірі EWTN поступово зменшується з 1986 по 1988 рр. EWTN розпочала цілодобове мовлення. На даний момент EWTN транслює щоденну молитву на Розарії і ряд освітніх програм. Виробництво нових програм поступово збільшується. Свята Меса, яка раніше виходила в ефір раз на тиждень, з 1991 р. стала виходити в ефір щодня з каплиці на території монастиря Богоматері Ангелів в Айрондейлі, штат Алабама. З початку 90-х EWTN поступово перестала транслювати програми з некатолицьких джерел і мовлення набуло консервативнішого вигляду.

### Відділ новин
Відділ новин EWTN випускає щоденні інформаційні програми для телебачення і радіо, користуючись різними джерелами, як, приміром, «Радіо Ватикан». Він також виробляє інформаційне телевізійне ток-шоу «Навколо світу наживо» (англ. The World Over Live), що висвітлює важливі поточні події. Шоу веде американський журналіст і публіцист Реймонд Арройо (англ. Raymond Arroyo), який також очолює відділ новин EWTN. Його шоу є повністю консервативним щодо політики та здебільшого консервативним щодо релігійних справ. Серед знаменитих гостей шоу Роберт Ректор з Фонду «Герітедж» (англ. Robert Rector, Heritage Foundation), письменник і громадський діяч Джордж Уігел (George Weigel), політичний оглядач Лаура Інгрем (Laura Ingraham), консервативний політичний оглядач Пат Бучанан (Pat Buchanan), публіцист і оглядач Роберт Новак (Robert Novak).

### Радіо
У 1992 р. EWTN створила найбільшу приватну короткохвильову радіостанцію WEWN в районі американського м. Бірмінгем. У 2004 р. EWTN оголосила про укладення угоди з Sirius Satellite Radio, на якому трансляція пропонується іспанською мовою на всіх платформах.

### Друковані видання
В січні 2011 р. EWTN придбала загальноамериканську католицьку газету «Нешнл Ке́тлик Ре́джистер» (англ. National Catholic Register), яка з'явилася в Денвері, штат Колорадо в 1924 р. як видання для місцевих католиків, і за 3 роки стала загальнонаціональною. Під повний контроль EWTN газета перейшла з 1 лютого 2011 р.

### HDTV-формат
EWTN став доступний у високоякісному форматі HDTV з 8 грудня 2009 р.

## EWTN Україна

Логотип EWTN Україна

Нова студія EWTN Україна

Телеканал EWTN називається в Україні «Телебаченням Віковічного Слова». Він транслюється в Україні за сприяння Католицького Медіа-Центру та завдяки зусиллям священиків зі Згромадження Місіонерів Облатів Непорочної Марії (OMI) [Архівовано 2 квітня 2012 у Wayback Machine.], монахинь із Згромадження Малих Сестер Непорочного Серця Марії та волонтерів. Станом на 2018 р. трансляції відбуваються переважноукраїнською мовою Свята Меса українською мовою транслюється щодня о 15:00 в прямому ефірі, з повтором о 20:00 по буднях.
15 травня 2012 р. "Телебаченню Віковічного Слова" дозволено вільно мовити по всій території України. Рішенням Національної Ради з телебачення і радіомовлення України телеканал «Eternal World Television Network» (EWTN) було внесено до Переліку телеканалів, зміст яких відповідає вимогам Європейської конвенції про транскордонне телебачення і ретрансляція яких не обмежується згідно з ч. 1 ст. 42 Закону України «Про телебачення і радіомовлення».

### Кабельне мовлення
Починаючи з 8 грудня 2011 р. укр. версія EWTN розпочала мовлення в Києві в мережі «Воля-кабель» в пакетах «Україна і світ» і «Всесвіт» (частота 402 МГц).
Починаючи з 5 червня 2012 р. EWTN транслюється у м. Хмельницькому в мережі «Воля-кабель» в пакеті «DTV Start» (ЦТВ) на частоті 346 МГц.
Починаючи з 13 червня 2012 р. EWTN транслюється у м. Львові в мережі «Воля-кабель» в пакеті «Україна і світ» (ЦТВ) на частоті 426 МГц.
Починаючи з 14 листопада 2012 р. EWTN стало доступним в м. Запоріжжя в мережі «Воля-кабель» в пакеті «Україна і світ» на частоті 402 МГц.

### Інтернет-мовлення
Починаючи з 23 березня 2012 р. українська версія EWTN розпочала цілодобове мовлення українською в інтернеті з сайту http://www.ewtn.org.ua [Архівовано 5 квітня 2012 у Wayback Machine.] 

### Допомога і пожертви
Детальна інформація щодо пожертв та допомоги для існування та розвитку укр. версії EWTN розміщена на спеціальній сторінці [Архівовано 2 квітня 2012 у Wayback Machine.] сайту «Телебачення Віковічного Слова». Традиційний слоган EWTN для збору пожертв: «Майте нас на увазі між платежами за газ та електрику!».

#### Укр. EWTN в соцмережах
Деякі програми укр. версії EWTN доступні в соціальних мережах в Інтернеті. Відеоканал в YouTube під назвою «EWTNUkraine» пропонує молитви, телепрограми, мультфільми, анонси тощо. Відвідувачі Facebook-сторінки, яка називається «EWTN Україна [Архівовано 10 вересня 2018 у Wayback Machine.]», мають змогу переглядати відео, обговорювати побачене, слідкувати за анонсами. Оголошення, посилання на відео і розклад передач також публікуються в Twitter-екаунті @EWTN_Ukraine [Архівовано 9 вересня 2013 у Wayback Machine.].

Студія укр. EWTN
Статуетка Діви Марії в студії укр. EWTN
Отець Олексій Самсонов (зліва) і отець Павло Вишковський. ОМІ (справа) в студії укр. EWTN
Презентація дитячих журналів «Водограй» і «Водограйчик» від Католицького Медіа-Центру
Святкування першого дня народження укр. EWTN